# Диме Трайчев
Димитър (Диме) Трайчев е български революционер, деец на Вътрешната македоно-одринска революционна организация.

## Биография
Диме Трайчев е роден през 1886 година в град Велес, тогава в Османската империя. Присъединява се към ВМОРО и влиза с чета в Македония през 1905 година.
| Чета на Диме Трайчев, 15 ноември 1905 година | Чета на Диме Трайчев, 15 ноември 1905 година | Чета на Диме Трайчев, 15 ноември 1905 година | Чета на Диме Трайчев, 15 ноември 1905 година | Чета на Диме Трайчев, 15 ноември 1905 година |
| Номер                                        | Име                                          | Селище                                       | Околия                                       | Забележка                                    |
| -------------------------------------------- | -------------------------------------------- | -------------------------------------------- | -------------------------------------------- | -------------------------------------------- |
| 1.                                           | Диме Трайчев                                 | Велес                                        | Скопска                                      |                                              |
| 2.                                           | Никола Иванов                                | Джумая                                       |                                              |                                              |
| 3.                                           | Коце Донев                                   | Върсаково                                    | Щипска                                       |                                              |
| 4.                                           | Стоян Ефремов                                | Върсаково                                    | Щипска                                       |                                              |
| 5.                                           | Илия п. Янков                                | Велес                                        | Скопска                                      |                                              |
| 6.                                           | Диме Давчев                                  | Велес                                        | Скопска                                      |                                              |
| 7.                                           | Иван Крушаров                                | Велес                                        | Скопска                                      |                                              |
| 8.                                           | Христо Пешов                                 | Велес                                        | Скопска                                      |                                              |
| 9.                                           | Йордан Санев                                 | Щип                                          | Скопска                                      | [ 1 ]                                        |

При избухването на Балканската война в 1912 година е доброволец в Македоно-одринското опълчение в четата на Иван Бърльо и 2 рота на 15 щипска дружина.